# Welfrange
Welfrange (Luxemburgs: Welfreng, Duits: Welfringen) is een plaats in de gemeente Dalheim en het kanton Remich in Luxemburg.

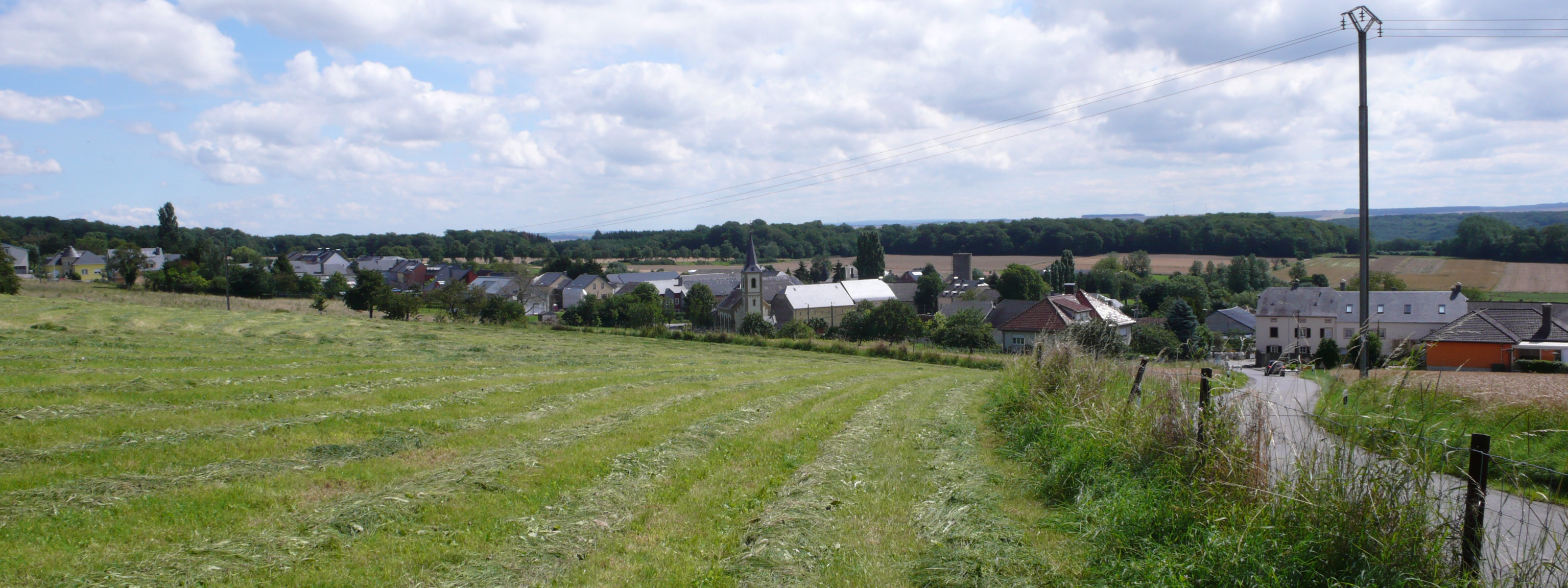
Welfrange

Welfrange telt 139 inwoners (2001).